# Черногорска академия на науките и изкуствата
Черногорската академия на науките и изкуствата (на сръбски: Црногорска академија наука и умјетности), ЦАНУ, е най-важната научна институция на Черна гора.

## История
Основана е през 1973 г. с първоначалното наименование Черногорско дружество за науките и изкуствата на Черна гора (на сръбски: Црногорско друштво за науку и умјетност). Сегашното си име приема през 1976 година. Има 40 членове в три катедри: природни науки, хуманитарни науки и изкуства.
ЦАНУ често се разглежда и описва като просръбска институция в Черна гора, тъй като академията „представя сръбския етнически произход на черногорците". В противовес на това, разцепва се група от интелектуалци образува Доклевата академия на науките и изкуствата (ДАНУ) през 1997 г., регистрирана като неправителствена организация, в опит да се противопостави на официалната просръбска академия.
На фона на конституционните реформи от 2007 г. ЦАНУ се противопостави на стандартизацията на черногорския език, подкрепяща тълкуването, според което черногорският е диалект на сръбския език. 
Някои от изтъкнатите членове на ЦАНУ активно участват в кампанията срещу независимостта на Черна гора в референдума за независимост от 2006 г., а следващата година президентът на ЦАНУ Момир Джурович поддържа контакти с членове на просръбската политическа опозиция и посещава централата на Сръбската народна партия и нейния лидер Андрия Мандич по време на преговорите за номиниране на езика в новата конституция. Академията също критикува решението на черногорското правителство да признае едностранното обявяване на независимостта на Косово.
Въпреки това през 2015 г. ДАНУ е обединена с ЦАНУ

## Председатели
Списък на председателите на Черногорската академия на изкуствата и науките:
- Историкът Бранко Павиевич (роден 1922 г.) (1973 – 1981 г.),
- Икономист Бранислав Шошич (роден 1922 г.) (1981 – 1985 г.),
- Икономист Мирчета Джурович (роден 1924 г.) (1985 – 1989 г.),
- Хирург Драгутин Вукотич (роден 1924 г.) (1989 – 2001 г.),
- Инженер Момир Ðurović (роден 1941 г.) (2002 – 2016 г.) [2]
- Юрист Драган Вукчевич (роден 1958 г.) (от 2016 г.) [3]

## Забележителни членове
Забележителни исторически, бивши и понастоящем активни членове на Черногорската академия на науките и изкуствата (ЦАНУ):
- Социални науки; Миомир Дашич, Зоран Лакич, Владо Стругар, Бранко Павичевич, Бранислав Шошкич, Божина Иванович, Мирчето Джурович, Сима Чиркович, Небойша Вучинич, Слободан Перович, Шербо Растодер, Милорад Екмечич и Бранислав Джурджев
- Природни науки: Любиша Станкович, Слободан Бацкович, Воин Дайович, Момир Джурович, Драгиша Иванович и Иво Шлаус
- Изкуства: Воджо Станич, Милош Вушкович, Александър Приич, Душан Вукотич, Михаило Лалич, Радован Зогович, Чемил Сиярич, Жарко Джурович, Чедо Вукович, Димитрие Попович, Сретен Асанович, Цветан Грозданов, Петър Омчикус, Асим Пеко, Миливой Солар, Здравко Велимирович, Бранко Попович, Йеврем Бркович и Никола Вукчевич